# КС Университатя (Крайова)
Университатя Крайова (на румънски: U Craiova 1948 Club Sportiv) е футболен клуб от град Крайова, Румъния, създаден през 1948 г.

## История
Футболът в Крайова води началото си от 1921 г. с основаването на два местни отбора. Единият от тях (ФК Крайова) даже става шампион на страната през 1943 г., но титлата не е призната официално от Румънската футболна федерация заради Втората Световна война. След войната, през 1948 г. клубовете се обединяват и се формира отбора на ФК Университатя Крайова, главно по иниациатива на местните студенти и университетски преподаватели. С
Футболен клуб „Университатя Крайова“ е основан през 2013 година, на мястото на прекратилия съществуването си две години преди това отбор на „КС Университатя“. През сезон 2013/14 клубът печели Лига II и влиза в Лига I. През сезон 2014/15 става 5-ти в шампионата на Румъния, и получава правото да играе в Лига Европа, но не получава лиценз от УЕФА и отстъпва мястото си на „Ботошани“.
През сезон 2015/16 заема 8-мо място, а през сезон 2016/17 вече е 4-ти, и отново получава възможност да играе в Лига Европа. В третия квалификационен кръг Лига Европа 2017/18, „Университатя“ губи от италиянския „Милан“ с 0:3 общ резултат от двете срещи.
През 2017/18 и 2020/21 е бронзов медалист, а през 2019/20 са вицешампиони на Румъния.

## Успехи

### Национални
- Лига I:
  -  Шампион (4): 1973/74, 1979/80, 1980/81, 1990/91
  -  Второ място (5): 1972/73, 1981/82, 1982/83, 1993/94, 1994/95
  -  Трето място (3): 2017/18, 2020/21, 2021/22
- Купа на Румъния:
  -  Носител (8): 1976/77, 1977/78, 1980/81, 1982/83, 1990/91, 1992/93, 2017/18, 2020/21
  -  Финалист (4): 1974/75, 1984 – 1985, 1993/94, 1997/98, 1999/2000
- Суперкупа на Румъния:
  -  Финалист (1): 2018
- Лига II:
  -  Шампион (2): 1963/64, 2013/14
- Лига III:
  -  Шампион (1): 1957/58

### Международни
- Купа на европейските шампиони (КЕШ):
  - 1/4 финалист (1): 1981/82
- Купа на УЕФА:
  - 1/4 финалист (1): 1982/83

## Известни футболисти
- Апостол Попов
- Валентин Илиев: 2010, 2015/16
- Христо Златински: 2015/18